# Греко-римская борьба на летних Олимпийских играх 1956 — до 79 кг
Соревнования по греко-римской борьбе в рамках Олимпийских игр 1956 года в среднем весе (до 79 килограммов) прошли в Мельбурне с 3 по 6 декабря 1956 года в «Royal Exhibition Building».
Турнир проводился по системе с начислением штрафных баллов. За чистую победу штрафные баллы не начислялись, за победу по очкам борец получал один штрафной балл, за поражение по очкам со счётом решения судей 2-1 два штрафных балла, со счётом решения судей 3-0 или чистое поражение — три штрафных балла. Борец, набравший пять штрафных баллов, из турнира выбывал. Трое оставшихся борцов выходили в финал, проводили встречи между собой. Схватка по регламенту турнира продолжалась 12 минут. Если в течение первых шести минут не было зафиксировано туше, то судьи могли определить борца, имеющего преимущество. Если преимущество никому не отдавалось, то назначалось четыре минуты борьбы в партере, при этом каждый из борцов находился внизу по две минуты (очередность определялась жребием). Если кому-то из борцов было отдано преимущество, то он имел право выбора следующих шести минут борьбы: либо в партере сверху, либо в стойке. Если по истечении четырёх минут не фиксировалась чистая победа, то оставшиеся две минуты борцы боролись в стойке.
В среднем весе боролись 10 участников. Несмотря на малое число участников, представительство в весе было серьёзным: из десяти участников четверо в будущем стали олимпийскими чемпионами (включая и чемпиона этих игр), из них трое дополнительно стали призёрами олимпийских игр; ещё один участник выступал будучи уже в ранге призёра Олимпиады. Но совершенно неоспоримым фаворитом в весе был советский борец Гиви Картозия, чемпион мира 1953, 1955 года, обладатель Кубка мира 1956 года. Он подтвердил своё звание сильнейшего на планете, завоевав золотую медаль ещё до финальных встреч. В финале между шведом Руне Янссоном и болгарином Димитром Добревым решалась судьба лишь серебряной медали, и её завоевал Добрев.
Соревнования в этой весовой категории отметились олимпийским рекордом. Руне Янссон во втором круге положил своего соперника на лопатки за 11 секунд, что до сей поры является самой быстрой чистой победой в истории олимпийской борьбы.

## Призовые места
- Гиви Картозия (URS)
- Димитр Добрев (BUL)
- Руне Янссон (SWE)

## Первый круг
| Штрафных баллов | Участник 1           | Результат   | Участник 2            | Штрафных баллов |
| --------------- | -------------------- | ----------- | --------------------- | --------------- |
| 0               | Вильхо Пункари (FIN) | Туше (2:58) | Уильям Патерсон (AUS) | 3               |
| 1               | Гиви Картозия (URS)  | 3-0         | Руне Янссон (SWE)     | 3               |
| 1               | Дьёрдь Гурич (HUN)   | 2-1         | Джим Пекхэм (USA)     | 2               |
| 0               | Ханс Штерр (EUA)     | Туше (8:15) | Исмет Атлы (TUR)      | 3               |
| 0               | Димитр Добрев (BUL)  | Туше (9:42) | Бранислав Симич (YUG) | 3               |

¹ Снялся с соревнований

## Второй круг
| Штрафных баллов | Участник 1          | Результат   | Участник 2            | Штрафных баллов |
| --------------- | ------------------- | ----------- | --------------------- | --------------- |
| 3               | Руне Янссон (SWE)   | Туше (0:11) | Вильхо Пункари (FIN)  | 3               |
| 1               | Гиви Картозия (URS) | Туше (3:00) | Уильям Патерсон (AUS) | 6               |
| 3               | Джим Пекхэм (USA)   | 2-1         | Ханс Штерр (EUA)      | 2               |
| 2               | Дьёрдь Гурич (HUN)  | 3-0         | Исмет Атлы (TUR)      | 6               |
| 0               | Димитр Добрев (BUL) | Пропускал   |                       |                 |

## Третий круг
| Штрафных баллов | Участник 1          | Результат | Участник 2           | Штрафных баллов |
| --------------- | ------------------- | --------- | -------------------- | --------------- |
| 1               | Димитр Добрев (BUL) | 2-1       | Вильхо Пункари (FIN) | 5               |
| 4               | Руне Янссон (SWE)   | 2-1       | Джим Пекхэм (USA)    | 5               |
| 2               | Гиви Картозия (URS) | 3-0       | Дьёрдь Гурич (HUN)   | 5               |
| 2               | Ханс Штерр (EUA)    | Пропускал |                      |                 |

## Четвёртый круг
| Штрафных баллов | Участник 1          | Результат | Участник 2          | Штрафных баллов |
| --------------- | ------------------- | --------- | ------------------- | --------------- |
| 5               | Руне Янссон (SWE)   | 3-0       | Ханс Штерр (EUA)    | 5               |
| 3               | Гиви Картозия (URS) | 2-1       | Димитр Добрев (BUL) | 3               |

## Финал

### Встреча 1
| Штрафных баллов | Участник 1          | Результат | Участник 2        | Штрафных баллов |
| --------------- | ------------------- | --------- | ----------------- | --------------- |
|                 | Димитр Добрев (BUL) | 3-0       | Руне Янссон (SWE) |                 |